# Adarnassé II d'Artanoudji
Adarnassé II d'Artanoudji ou Adarnassé VIII Bagration (géorgien : ადარნასე), mort moine en 945 sous le nom de Basile, est un prince géorgien d'Artanoudji du Xe siècle, de la famille des Bagrations.

## Biographie
Adarnassé Bagration est le fils aîné de Bagrat Bagration (mort en 900 ou 909), mamphal et prince d'Artanoudji. Dans son De administrando imperio, Constantin Porphyrogénète dit qu'à la mort de Bagrat, ses trois fils Adarnassé, Gourgen et Achot se partagent ses territoires. Mais bientôt, Gourgen meurt (923) et Adarnassé annexe ses domaines. Enfin, Achot meurt en 939, ce qui lui permet d'unifier l'Artanoudji. Toutefois, il lui reste toujours un concurrent : David Ier, prince de Calarzène, son oncle. Après une alliance avec lui, il abdique finalement et lui laisse ses terres ; il se fait moine sous le nom de Basile et meurt en 945. Selon certaines sources[réf. souhaitée], l'empereur Léon VI lui offre la dignité de curopalate.
De son mariage avec la fille de David Ier, il n'a aucune descendance connue.